# Kolveren (natuurgebied)
Kolveren is een natuurgebied in het noorden van de Belgische gemeente Zonhoven, behorende tot de Laambeekvallei en de vijverregio De Wijers. Het gebied is 30 ha groot en wordt beheerd door Limburgs Landschap vzw.
Dit gebied, direct ten zuiden van de A2/E314 gelegen, is een vochtig gebied waardoorheen de Laambeek zich meandert. De naam is afkomstig van ditsekolf, een volksnaam voor de lisdodde.
Het is een gebied van kleinschalige percelen water, bos, akker en weiland, afgescheiden door houtwallen, bestaande uit eiken. Mijnverzakkingen hebben de moerassigheid doen toenemen. In het gebied werd vroeger ijzeroer gewonnen en ook lag er een schans, de Kolverenschans. Tot de plantengroei behoren gewone salomonszegel, lelietje-van-dalen, dalkruid, muskuskruid en bosanemoon.
Het gebied is vrij toegankelijk en er zijn geen wandelingen uitgezet. Er is een vlonderpad.

## Galerij

Informatiebord
Laambeek
Vlonderpad
Wandelpad